# Fu-ťien (Tchaj-wan)

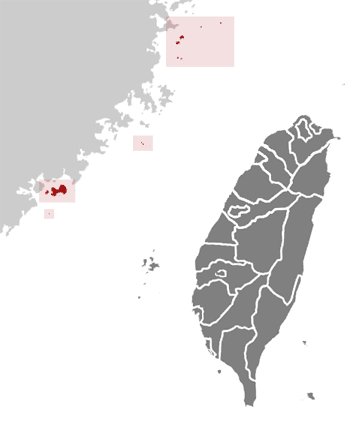
Znázorněna provincie Fu-ťien ve správním systému Čínské republiky na Tchaj-wanu.

Fu-ťien (čínsky: 福建; pinyin: Fújiàn) je bývalá správní jednotka Čínské republiky (Tchaj-wanu). Zahrnovala souostroví Ťin-men a Ma-cu, dnes samostatné okresy Ťin-men a Lien-ťiang. V roce 2018 byla jako správní oblast fakticky zrušena a pravomoci převedeny na Národní rozvojovou komisi, okresy a některá ministerstva. Bývalým správním sídlem bylo město Ťin-čcheng.
Zbytek rozlohy historické provincie ovládá Čínská lidová republika, která na tomto území spravuje stejnojmennou provincii Fu-ťien. ČLR oficiálně nárokuje i část území pod vládou Tchaj-wanu, tento stav trvá od roku 1949 - vzniku Čínské lidové republiky.

## Administrativní členění
I předtím se provincie administrativně dělila na 2 okresy (縣; xiàn):
- Okres Lien-ťiang (tradiční znaky: 連江縣; tongyong pinyin: Liánjiang siàn; hanyu pinyin: Liánjiāng xiàn); hlavní město Nan-kan
- Okres Ťin-men (tradiční znaky: 金門縣; tongyong pinyin: Jinmén siàn; hanyu pinyin: Jīnmén xiàn); hlavní město Ťin-čcheng